# Kasztiliasz II
Kasztiliasz II (kas. Kaštiliašu) – według Synchronistycznej listy królów piąty władca z dynastii kasyckiej.
Imię tego władcy, w transliteracji z pisma klinowego zapisywane mKaš-til-[a]-šu, wymienia Synchronistyczna lista królów (I 14'). Według niej miał on być piątym królem z dynastii kasyckiej, następcą Abi-Rattasza i poprzednikiem Urzigurumasza.  
Nie są znane żadne inskrypcje tego władcy, nie jest wymieniany też w żadnych współczesnych mu źródłach pisanych. Jedynym znanym źródłem informacji o nim jest Synchronistyczna lista królów. W Babilońskiej liście królów A i w genealogii Aguma II w inskrypcji Aguma-kakrime jest pomijany. 
Nie wiadomo dokładnie kiedy miał on panować. Synchronistyczna lista królów czyni go wprawdzie współczesnym asyryjskiego króla Szamszi-Adada II (ok. 1585-1580 p.n.e.), ale bardziej prawdopodobne wydaje się założenie, iż był on współczesny ostatnim władcom z dynastii starobabilońskiej (2 połowa XVII w. p.n.e.).
Zdaniem niektórych naukowców albo on, albo któryś z dwóch pozostałych wczesnokasyckich władców o tym imieniu (Kasztiliasz I, Kasztiliasz III), mógł być tożsamy z jednym z władców królestwa Hana, również noszącym imię Kasztiliasz.